# نيكولاس اوتارو
نيكولاس اوتارو (بالفنلندية: Nicholas Otaru)‏ (15 يوليو 1986 بتوركو في فنلندا - ) هو لاعب كرة قدم فنلندي في مركز الوسط. شارك مع منتخب فنلندا تحت 21 سنة لكرة القدم. أما مع النوادي، فقد لعب مع نادي روفانييمن بالوسورا وهونكا وFC Espoo ‏.

## وصلات خارجية
- نيكولاس اوتارو على موقع الاتحاد الأوربي (الإنجليزية)
- نيكولاس اوتارو على موقع قاعدة بيانات كرة القدم.إي يو (الإنجليزية)
- نيكولاس اوتارو على موقع Soccerway.com (الإنجليزية)